# Distretto di Balaghat
Il distretto di Balaghat è un distretto del Madhya Pradesh, in India, di 1 445 760 abitanti. È situato nella divisione di Jabalpur e il suo capoluogo è Balaghat.